# 蒙古族文化
蒙古文化深受藏傳佛教影響，蒙古人原本信仰薩滿教，第一次接觸佛教是在伐金時，木華黎接見了兩個漢地僧人，介紹他們給成吉思汗，稱他們為“告天人”，免去僧人的稅役，後來在窩闊台時，闊端到吐蕃，當地薩迦派僧人投降，到忽必烈時，八思巴成為帝師，忽必烈和皇后察必受戒，藏傳佛教流行，但只限於上層，下層仍然信仰薩滿教，元朝喇嘛勢力極大，但元滅亡後，藏傳佛教勢力消退。
俺答汗遠征裕固族，中途遇到一群吐蕃商人和藏傳佛教的喇嘛，提出投降便共此經教，出於軍事需要，他的從孫切盡黃台吉首先接受，俺答汗和三世達賴喇嘛索南嘉措在1578年於仰華寺會面，邀請派人到蒙古傳教，此後藏傳佛教風靡全蒙古，蒙藏唯喇嘛之言是聽。哲布尊丹巴呼圖克圖令喀爾喀舉部內附，哲布尊丹巴日後在俄羅斯挑唆下獨立，可見藏傳佛教的影響力。另一方面，蒙古人也接受了西藏的影響。使蒙古文化已受西藏文化影響。尤其是第三世哲佛在西藏轉世，而不在蒙古轉世。藏傳佛教是草原上的無冕之王。
哲佛對蒙古人定居有一些影響，蒙古人開始建廟，他駐鍚的庫倫成為商人集散地與經教中心，有經學院，修滿課程，通過考試，由哲佛授予學位。庫倫成為藏傳佛教學術中心，使黃教格外風行。使藏傳佛教與喇嘛廟成為一教育機構，日後蒙古國也以此為首都。